# Sylvain Chavanel

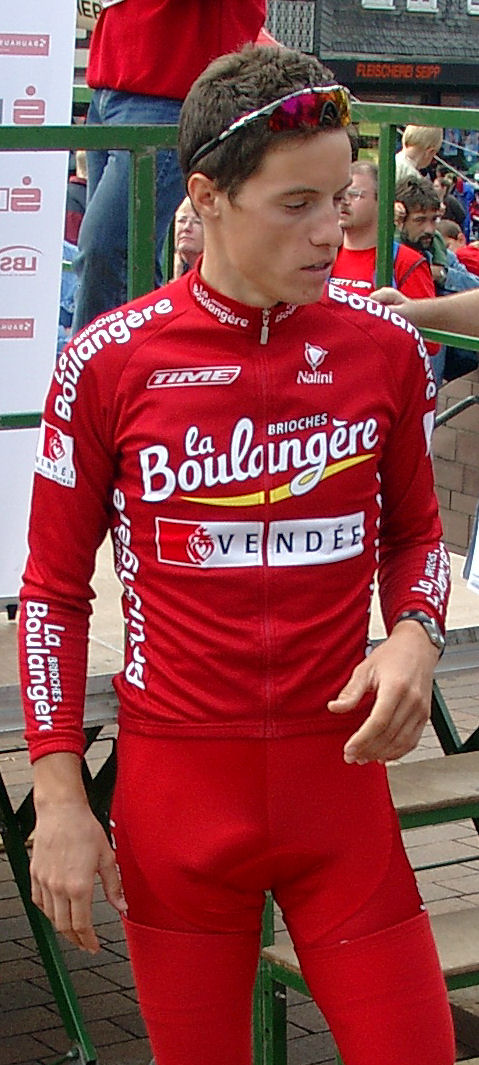
Sylvain Chavanel quan encara estava a l'equip Brioches La Boulangère

Sylvain Chavanel (nascut el 30 de juny del 1979 a Châtellerault, Viena) fou un ciclista professional francès.
Va debutar amb l'equip Bonjour l'any 2000. Sempre va ser fidel a l'equip de Jean-René Bernaudeau, fins i tot després que Brioches La Boulangère assumís el patrocini de l'equip. Però el seu progrés li va oferir l'oportunitat de marxar a un equip més potent, i el 2005 va marxar al Cofidis.
Chavanel fou un ciclista molt combatiu, amb nombroses victòries en curses menors franceses, i sobretot, amb tres victòries d'etapa al Tour de França, cursa en la qual també guanyà en dues ocasions el premi de la combativitat, per les nombroses escapades en què va participat o pels atacs protagonitzats en els últims quilòmetres d'etapa.
Va participar en dos Jocs Olímpics d'Estiu.

## Palmarès en ruta
- 2000
  - Vencedor d'una etapa del Circuit Franco-Belga
- 2002
  - 1r dels Quatre Dies de Dunkerque
  - 1r del Trofeu dels Escaladors
- 2003
  - 1r del Tour de l'Alt Var
  - 1r a Calais
  - Vencedor d'una etapa del Circuit de La Sarthe
- 2004
  - 1r dels Quatre Dies de Dunkerque
  - 1r de la Volta a Bèlgica
  - 1r a la Polynormande
  - Vencedor de 2 etapes del Tour de Poitou-Charentes
- 2005
  -  Campió de França de contrarellotge
  - 1r del Tour de Poitou-Charentes
  - 1r del Circuit de La Sarthe i vencedor d'una etapa
  - 1r del Duo Normand (amb Thierry Marichal)
- 2006
  -  Campió de França de contrarellotge
  - 1r del Tour de Poitou-Charentes
  - 1r al Critèrium d'Ormes
- 2008
  -  Campió de França de contrarellotge
  - 1r a la Dwars door Vlaanderen
  - 1r a la Brabantse Pijl
  - 1r a Castillon-la-Bataille
  - 1r a Dun Le Palestel
  - Vencedor d'una etapa del Tour de França
  - Vencedor d'una etapa de la Volta a Catalunya
  - Vencedor d'una etapa del Tour del Mediterrani
  - Vencedor d'una etapa de la París Niça
- 2009
  - Vencedor d'una etapa de la París Niça
  - Vencedor d'una etapa del Tour del Benelux
- 2010
  - Vencedor de 2 etapes del Tour de França
- 2011
  -  Campió de França en ruta
- 2012
  -  Campió de França de contrarellotge
  -  Campió del món en contrarellotge per equips
  - 1r als Tres dies de De Panne-Koksijde i vencedor d'una etapa
- 2013
  -  Campió de França de contrarellotge
  - 1r als Tres dies de De Panne-Koksijde i vencedor d'una etapa
  - Vencedor d'una etapa a la París-Niça
  - Vencedor d'una etapa a l'Eneco Tour
- 2014
  -  Campió de França de contrarellotge
  - 1r al GP Ouest France-Plouay
  - 1r al Tour de Poitou-Charentes i vencedor d'una etapa
  - 1r a la Crono de les Nacions-Les Herbiers-Vendée
  - Vencedor d'una etapa als Quatre dies de Dunkerque
- 2016
  - 1r al Tour de Poitou-Charentes i vencedor d'una etapa
  - Vencedor d'una etapa a l'Étoile de Bessèges
- 2017
  - Vencedor d'una etapa als Quatre dies de Dunkerque

### Resultats al Tour de França
- 2001. 65è de la classificació general
- 2002. 36è de la classificació general
- 2003. 37è de la classificació general
- 2004. 30è de la classificació general
- 2005. 58è de la classificació general
- 2006. 45è de la classificació general
- 2007. Abandona (17a etapa)
- 2008. 61è de la classificació general. Vencedor de la 19a etapa.  Vencedor de la combativitat
- 2009. 19è de la classificació general
- 2010. 31è de la classificació general. Vencedor de la 2a etapa i 7a etapa. Porta el mallot groc durant 2 etapes.  Vencedor de la combativitat
- 2011. 61è de la classificació general
- 2012. Abandona (15a etapa)
- 2013. 31è de la classificació general
- 2014. 34è de la classificació general
- 2015. 54è de la classificació general
- 2016. 43è de la classificació general
- 2017. 25è de la classificació general
- 2018. 39è de la classificació general

### Resultats a la Volta a Espanya
- 2007. 16è de la classificació general
- 2008. Abandona (17a etapa)
- 2011. 27è de la classificació general.  Porta el mallot vermell durant 4 etapes
- 2015. 47è de la classificació general

### Resultats al Giro d'Itàlia
- 2015. 36è de la classificació general

## Palmarès en pista
- 2015
  -  Campió de França en Persecució
- 2016
  -  Campió d'Europa en Persecució per equips (amb Thomas Denis, Corentin Ermenault, Florian Maître i Benjamin Thomas)
  -  Campió de França en Persecució
- 2017
  -  Campió de França en Madison (amb Thomas Boudat)

### Resultats a laCopa del Món en pista
- 2016-2017
  - 1r a la Classificació general i a la prova de Glasgow, en Persecució